# 1920 az irodalomban
Az 1920. év az irodalomban.

## Megjelent új művek

### Próza
- Sherwood Anderson regénye: Poor White (A nagy ember)
- Agatha Christie első detektívregénye: A titokzatos stylesi eset (The Mysterious Affair at Styles). Ebben a könyvben jelenik meg először Hercule Poirot, a híres belga mesterdetektív alakja
- Colette regénye: Chéri (Chéri – egy kurtizán szerelme)
- John Dos Passos regénye: One Man's Initiation-1917 (Egy ember indulása-1917). 1945-ben First Encounter (Első találkozás) címen újra kiadva, az író aktualizált előszavával[1]
- Alfred Döblin történelmi regénye: Wallenstein
- Georges Duhamel francia író öt kötetből álló Salavin-regényciklusa: Vie et aventures de Salavin (1920–1932).
  - 1920-ban jelenik meg az első kötet: Confession de minuit (Éjféli vallomás); további kötetek:
  - 1924: Deux Hommes (Két ember)
  - 1927: Journal de Salavin (A napló)
  - 1929: Le Club des Lyonnais (A lyoniak klubja)
  - 1932: Tel qu'en lui-même... (Olyan, mint önmagában)
- F. Scott Fitzgerald regénye: Az Édentől messze (This Side of Paradise)
- John Galsworthy regénysorozatának (A Forsyte Saga, 1906–1921, 1922)
  - második kötete: In Chancery (A válóper)
  - és a második közjátéka (interlude): Awakening (Ébredés)
- D. H. Lawrence: Women in Love (Szerelmes asszonyok), az 1915-ben kiadott The Rainbow (A szivárvány) című regény folytatása
- Sinclair Lewis regénye: Main Street (Főutca)
- Marcel Proust regényfolyama, Az eltűnt idő nyomában (À la recherche du temps perdu, 1913–1927) harmadik kötete: Le Côté de Guermantes (Guermantes-ék), első rész; (a kötet második része: 1921-ben)
- Romain Rolland kisregénye: Pierre et Luce
- Sigrid Undset norvég írónő legismertebb műve: Kristin Lavransdatter (1920–1922); a regénytrilógia első kötete
- Edith Wharton: The Age of Innocence (Az ártatlanság kora)

### Költészet
- André Breton és Philippe Soupault francia költők 1919-ben írt, a szürrealizmust megalapozó kötete: Les Champs Magnétiques (A mágneses mezők)
- T. S. Eliot verseskötete: Poems (Versek)
- Ezra Pound kötete: Hugh Selwyn Mauberley
- Georg Trakl: Der Herbst des Einsamen, posztumusz verseskötet

### Dráma
- John Galsworthy drámája: The Skin Game, bemutató Londonban
- Georg Kaiser Gáz-trilógiájának harmadik darabja: Gaz II.
- Eugene O’Neill
  - első teljes estét betöltő drámája: Beyond the Horizon (Túl a szemhatáron), bemutató és megjelenés
  - Emperor Jones (Jones császár), egyfelvonásos expresszionista dráma (bemutató)

### Magyar irodalom
- Babits Mihály verseskötete: Nyugtalanság völgye
- Kassák Lajos: Máglyák énekelnek (Bécs)
- Kosztolányi Dezső verseskötete: Kenyér és bor
- Móricz Zsigmond legnépszerűbb regénye: Légy jó mindhalálig. (A színpad számára átdolgozott mű bemutatója: Nemzeti Színház, 1929)

## Születések
- január 2. – Isaac Asimov orosz származású amerikai író és biokémikus, a tudományos-fantasztikus irodalom mestere († 1992)
- január 10. – Csanádi Imre költő, író, műfordító, balladagyűjtő; publicista, szerkesztő († 1991)
- március 10. – Boris Vian francia író, költő, muzsikus († 1959)
- április 5. – Arthur Hailey kanadai író († 2004)
- május 9. – Richard Adams angol író († 2016)
- július 21. – Mohamed Dib algériai író († 2003)
- augusztus 16. – Charles Bukowski német származású amerikai költő, író († 1994)
- augusztus 22. – Ray Bradbury amerikai író, a sci-fi irodalom egyik óriása († 2012)
- szeptember 14. – Simonyi Imre József Attila-díjas költő († 1994)
- szeptember 17. – Kéry László irodalomtörténész, színikritikus, műfordító, az angol irodalom történetének avatott kutatója († 1992)
- október 8. – Frank Herbert sokoldalú amerikai sci-fi-író, A Dűne szerzője († 1986)
- november 23. – Paul Celan romániai születésű zsidó német költő, műfordító, irodalomkritikus, a második világháború utáni európai líra kiemelkedő alakja († 1970)
- november 28. – Somlyó György költő, író, esszéíró, műfordító († 2006)

## Halálozások
- január 4. – Benito Pérez Galdós spanyol író (* 1843)
- május 21. – Eleanor H. Porter amerikai novellista írónő (* 1868)